# Idiops thorelli
Espèce
Idiops thorelli est une espèce d'araignées mygalomorphes de la famille des Idiopidae.

## Distribution
Cette espèce est endémique d'Afrique du Sud.

## Étymologie
Cette espèce est nommée en l'honneur de Tord Tamerlan Teodor Thorell.

## Publication originale
- O. Pickard-Cambridge, 1870 : Supplementary notice on the genus Idiops. Proceedings of the Zoological Society of London, vol. 1870, p. 152-157 (texte intégral).